# Нородом Чакравут
Нородом Чакравут (кхмер. នរោត្តម ចក្រាវុធ; род. 13 января 1970, Пномпень) — камбоджийский политик, член королевской семьи Камбоджи и действующий президент ФУНСИНПЕК.

## Имя
Нородом Чакравут — потомок нородомской ветви камбоджийской монархии. Его имя Чакравут буквально переводится с санскрита как тот, кто использует чакру в качестве оружия, и относится к чакравартин, древнему индийскому термину, используемому для обозначения идеального универсального правителя.

## Биография

### Из королевской семьи в изгнание
Нородом Чакравут родился 13 января 1970 года в семье принца Нородома Ранарита и Нородом Мари.
Когда Лон Нол организовал успешный переворот против Сианука в марте 1970 года, его отец Ранарид был уволен со своего поста в правительстве, отправил свою семью во Францию и бежал в джунгли, где он был близким соратником лидеров сопротивления.
В 1973 году Чакравут воссоединился со своим отцом Ранаридом, который попросил убежища во Франции и изучал право в Университете Прованса, прежде чем также преподавать там.
Чакравут жил со своей семьёй в Экс-ан-Провансе, пока не переехал в Париж, чтобы продолжить учёбу. Получив диплом в области компьютерных наук в Париже, Чакравут в 1994 году открыл собственный бизнес в Камбодже, где начал встречаться с французским врачом из Института Пастера.

### Возвращение в Королевство Камбоджа в 1994 году
Как высокопоставленный член королевской семьи Камбоджи, принц Чакравут регулярно участвовал в официальных мероприятиях Королевского дворца, таких как Королевская церемония вспашки.
11 августа 2018 года партия Фунсинпек назначила принца Нородома Чакравута своим исполняющим обязанности президента, в то время как принц Нородом Ранарид, глава партии с 1992 года, отсутствовал в стране. Принц Ранарид сам лично выбрал своего старшего сына, чтобы он возглавил партию в его отсутствие, так как его здоровье ухудшилось. Вскоре после назначения Чакравут снял со своих постов трёх высокопоставленных партийных чиновников, среди которых Ю Хокри, что продемонстрировало конфликт во внутренней работе партии Фунчинпек.
С момента вступления в должность президента своей партии принц Чакравут столкнулся с сокращением народной поддержки и финансовыми трудностями, которые привели к ожесточённым дискуссиям и неоднозначной продаже партийной собственности.

### Лидер партии роялистов с 2022 года
С 6 по 8 декабря 2021 года принц Чакравут провёл королевские похороны своего отца перед храмом Ботум под эгидой королевы-матери Камбоджи Монинеат и правящего короля Сихамони; как предписывает кхмерская традиция, после кремации тела умершего принц Чакравут поднял из пепла золотую монету, которая была помещена в рот умершего.
В 2022 году, через три месяца после того, как 28 ноября 2021 года скончался президент ФУНСИНПЕК Самдеч Кром Преа Нородом Ранарид, министр внутренних дел Камбоджи Сар Кенг призвал ФУНСИНПЕК избрать нового лидера в конце января 2022 года. Вопреки сторонникам своей тёти принцессы Нородом Арун Расмей, которая уже была президентом ФУНСИНПЕК в период с 2013 по 2015 год и не оставила о себе нетленной памяти, принц Нородом Чакравут был единогласно избран Конгрессом FUNCINPEC президентом партии 9 февраля 2022 года. Чакравут смог создать сильную коалицию, заручившись поддержкой пожилых советников и давно ушедших членов его партии. После того, как поначалу они были критическими, вплоть до исключения из партии и своих правительственных должностей, высокопоставленные члены, наконец, продемонстрировали принцу Чакравуту своё полное одобрение:

[Принц Чакравут] — единственный квалифицированный преемник принца Ранарита, потому что он одновременно интеллектуал и выдающийся молодой человек. В камбоджийском обществе лидеры всех уровней ясно понимают, что он — единственный подходящий кандидат.
— Хэн Чанта, старший член ФУНСИНПЕК
Поскольку Партия национального спасения Камбоджи, основная оппозиционная партия страны, была распущена в 2017 году Верховным судом Камбоджи, ФУНСИНПЕК Чакравута имеет шанс снова стать крупным игроком в кхмерской политике, поскольку Камбоджа проведёт общинные выборы в июне 2022 года и всеобщие выборы в 2023 году.

Я собираюсь воссоединить бывших роялистов, сианукистов и ранариддистов, чтобы партия могла вернуться к своему прежнему уровню успеха.
— Принц Нородом Чакравут, инвеститурная речь 9 февраля 2022 года